# Всхова
Всхова (пољ. Wschowa) је град у Пољској у Војводству Лубушком у Повјату wschowski. Према попису становништва из 2011. у граду је живело 14.467 становника.
.

## Становништво
Према прелиминарним подацима са пописа, у граду је 2011. живело 14.467 становника.
| 2002.  | 2011.  | 2012.  |
| ------ | ------ | ------ |
| 14.558 | 14.467 | 14.322 |